# Elena Nechaeva
Elena Aleksandrovna Nechaeva (en russe : Елена Александровна Нечаева), née le 14 juin 1979 à Saint-Pétersbourg, est une escrimeuse russe pratiquant le sabre.
Elle est sacrée championne du monde en individuelle en 2007 dans sa ville natale.

## Palmarès
- Championnats du monde
  -  Médaille d'or en individuel lors des championnats du monde 2007 à Saint-Pétersbourg
  -  Médaille d'or par équipes lors des championnats du monde 2001 à Nîmes
  -  Médaille d'or par équipes lors des championnats du monde 2002 à Lisbonne
  -  Médaille d'or par équipes lors des championnats du monde 2004 à New York
  -  Médaille d'argent par équipes lors des championnats du monde 2005 à Leipzig
  -  Médaille de bronze en individuel lors des championnats du monde 2002 à Lisbonne
  -  Médaille de bronze par équipes lors des championnats du monde 2006 à Turin
  -  Médaille de bronze par équipes lors des championnats du monde 2007 à Saint-Pétersbourg

- Championnats d'Europe
  -  Médaille d'or par équipes aux championnats d'Europe 2000 à Funchal
  -  Médaille d'or par équipes aux championnats d'Europe 2001 à Coblence
  -  Médaille d'or par équipes aux championnats d'Europe 2002 à Moscou
  -  Médaille d'or par équipes aux championnats d'Europe 2003 à Bourges
  -  Médaille d'or par équipes aux championnats d'Europe 2004 à Copenhague
  -  Médaille d'or par équipes aux championnats d'Europe 2006 à Izmir
  -  Médaille d'argent en individuel aux championnats d'Europe 2000 à Funchal
  -  Médaille d'argent en individuel aux championnats d'Europe 2002 à Moscou
  -  Médaille d'argent par équipes aux championnats d'Europe 2005 à Zalaegerszeg
  -  Médaille de bronze en individuel aux championnats d'Europe 2003 à Bourges
  -  Médaille de bronze par équipes aux championnats d'Europe 2007 à Gand